# Comatula pectinata
Comatula pectinata is een haarster uit de familie Comatulidae.
De wetenschappelijke naam van de soort werd in 1758 gepubliceerd door Carl Linnaeus, als Asterias pectinata, in de tiende editie van Systema naturae.